# کورنو آوزونیو
کورنو آوزونیو (به ایتالیایی: Coreno Ausonio) یک کومونه در ایتالیا است که در استان فروزینونه واقع شده‌است.

## خصوصیات
کورنو آوزونیو ۲۶٫۰ کیلومترمربع مساحت و ۱٬۶۸۷ نفر جمعیت دارد و ۳۱۸ متر بالاتر از سطح دریا واقع شده‌است.

## خواهرخوانده
شهر Błonie خواهرخواندهٔ کورنو آوزونیو هست.